# Stargate (film)
Stargate är en amerikansk science fiction-film som hade biopremiär i USA den 28 oktober 1994. Den utspelar sig i Stargateuniversumet, dit teamet i filmen lyckas ta sig genom att upptäcka att en så kallad Stjärnport kan generera maskhål för omedelbar transport till främmande planeter i Vintergatan. Fienden är en utomjordisk varelse som uppträder som en gud från Jordens egyptiska mytologi.

## Handling
År 1928 upphittas på Gizaplatån i Egypten ett fynd med urgamla inskriptioner. Fyndet visar sig vara en portal, en Stjärnport, som öppnar maskhål till olika planeter i vår galax. I nutid lyckas en ung egyptolog vid namn Dr. Daniel Jackson (James Spader) för USA:s militärs räkning tyda inskriptionerna och öppna Stjärnporten genom att sju symboler kombineras på ett visst sätt med de symboler som finns på Stjärnporten. Projektet hemligstämplas omedelbart och porten får en permanent plats på en välbevakad underjordisk amerikansk militärbas i delstaten Colorado.
Jackson skickas tillsammans med översten i flygvapnet Jack O'Neil (Kurt Russell) och hans specialförband genom ett maskhål för att utforska den plats som huvudkombinationen öppnar ett maskhål till. Porten visar sig leda till en avlägsen ökenplanet miljontals ljusår bort. Dock saknas samma symboler på den Stjärnport som finns på planeten, vilket medför att de utsända utforskarna inte kan ta sig hem. Planeten bebos av människor som lever på egyptiernas vis under faraonernas tid. Dr. Jacksons uppgift blir att lära känna människornas språk, och det visar sig att de ursprungligen härstammar från jorden. Situationen blir allvarlig när en varelse som utger sig för att vara den egyptiske guden Ra och som en gång fört bort människorna från det gamla Egypten anländer till planeten i sitt pyramidformade skepp.

## Om filmen
Filmen är regisserad av Roland Emmerich och Kurt Russell spelar huvudrollen. Manusförfattare är Emmerich och Dean Devlin. Producenter är Devlin och Oliver Eberle. Filmmusiken är gjord av David Arnold.
Filmen är en alternativ berättelse om vår civilisations ursprung och om hur pyramiderna och den egyptiska gudavärlden uppkom, tydligt inspirerad av Erich von Däniken och andra författares idéer om forntida astronauter.
Stargate var ett av de sista filmframträdandena för den svenska skådespelerskan Viveca Lindfors före hennes död den 25 oktober 1995.
Filmen som hade Sverigepremiär den 12 maj 1995.

## Rollista (urval)
- Kurt Russell - överste Jack O'Neil
- James Spader - Dr. Daniel Jackson
- Viveca Lindfors - Dr. Catherine Langford
- Alexis Cruz - Skaara
- Mili Avital - Sha'uri
- Leon Rippy - generalmajor West
- John Diehl - överstelöjtnant Kawalsky
- Jaye Davidson - Ra
- Djimon Hounsou - Horus
- Erick Avari - Kasuf

### Fotnoter
1. ↑  ”Stargate” (på engelska). Box Office Mojo. 28 oktober 1994. http://www.boxofficemojo.com/movies/?id=stargate.htm. Läst 11 september 2016.
2. ↑  ”Stargate”. Svensk filmdatabas. 12 maj 1995. http://www.sfi.se/sv/svensk-filmdatabas/Item/?type=MOVIE&itemid=20543. Läst 11 september 2016.